# Musée de la fontine
 (juin 2023).
Si vous disposez d'ouvrages ou d'articles de référence ou si vous connaissez des sites web de qualité traitant du thème abordé ici, merci de compléter l'article en donnant les références utiles à sa vérifiabilité et en les liant à la section « Notes et références ».
Le musée de la fontine est un musée situé à Valpelline, en Vallée d'Aoste.

## Description
Le musée de la fontine - centre des visiteurs ouvre en 2003.
Le parcours illustre l'histoire de l'élaboration de ce fromage, ainsi que l'environnement de production. Il prévoit également une visite des caves d'affinage creusées dans la roche, qui peuvent contenir jusqu'à 60 000 meules.
Le musée dispose aussi de supports multimédia et d'une salle de conférences.